# Women’s World Awards
Women’s World Awards este un premiu care a fost inițiat în anul 2004 de jurnalistul austriac Georg Kindel și a fost sponsorizat de compatriotul său Christian Baha în colaborare cu Mihail Gorbaciov. Acest premiu acordat femeilor se dorește a fi o paralelă cu premiul World Awards pentru bărbați, care se acordă din anul 2000. Nu se atașează nici un premiu bănesc; trofeul de premiu are forma unei siluete de sex feminin, din sticlă.

## Câștigătoare

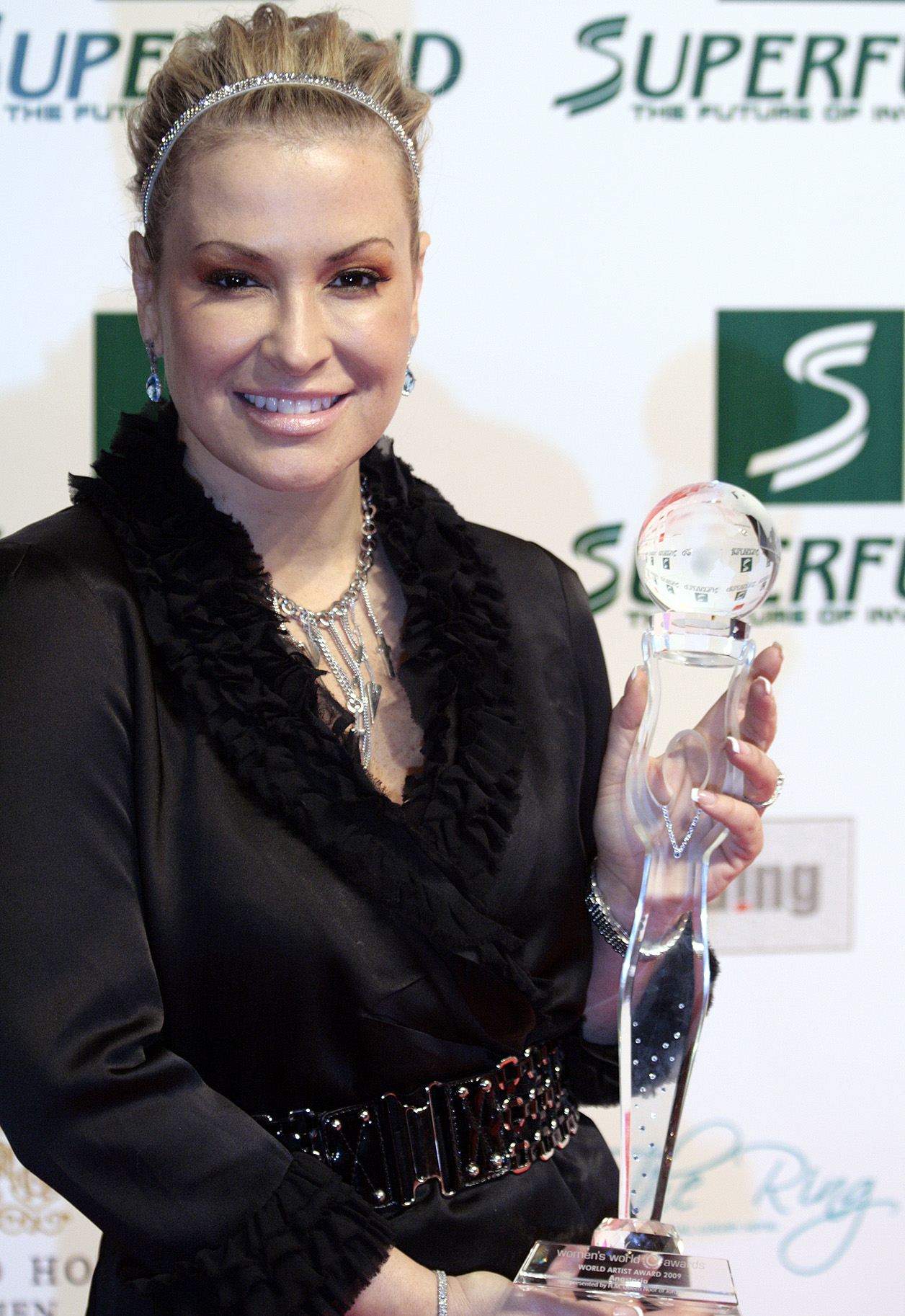
Anastacia, World Artist Award 2009

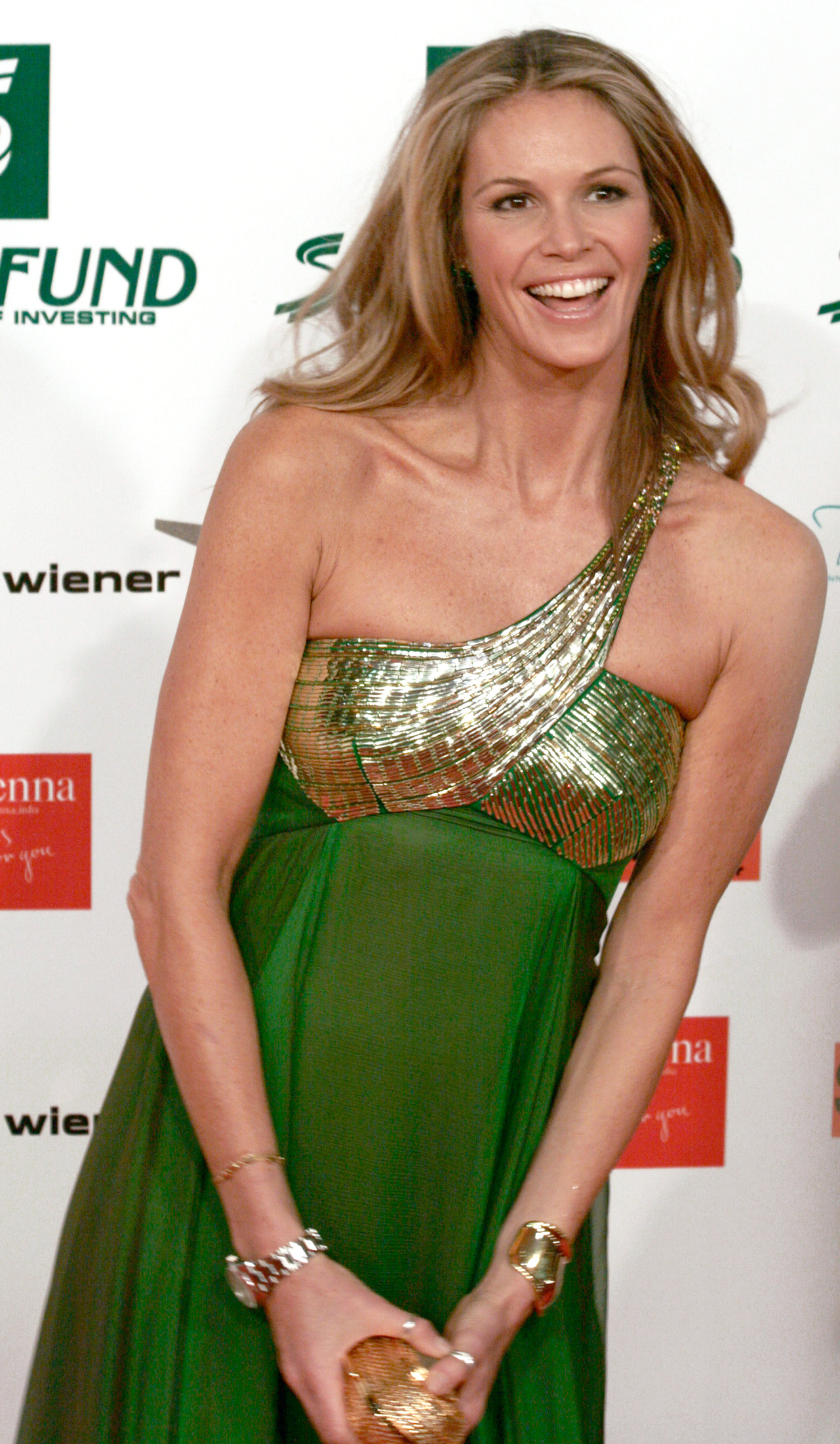
Elle Macpherson, World Career Award 2009

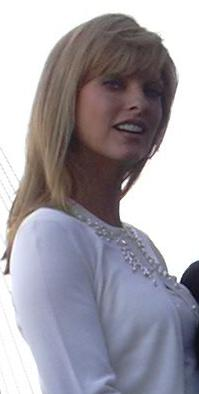
Linda Evangelista

9 iunie 2004, la Hamburg, Germania, au fost premiați
- World Artist Award for Lifetime Achievement: Whitney Houston și Dionne Warwick
- World Artist Award: Nena
- World Actress Award: Diane Kruger
- World Arts Award: Cher
- World Achievement Award: Bianca Jagger
- World Business Award: Katarina Witt
- World Charity Award: Ute-Henriette Ohoven
- World Entertainment Award: Oprah Winfrey
- World Fashion Award: Vivienne Westwood
- World Fashion Icon Award: Naomi Campbell
- World Media Award: Christiane Amanpour
- World Social Award: Waris Dirie
- World Style Award: Nadja Auermann
- World Tolerance Award: Iris Berben
- World Connection Award: Walentina Wladimirowna Tereschkowa
- Women of the Year: Agnes Wessalowski ca reprezentată a sportivelor Special Olympics

29 noiembrie 2005, la Leipzig, Germania, au fost premiați
- World Artist Award for Lifetime Achievement: Catherine Deneuve
- World Actress Award: Teri Hatcher
- World Artist Award: Lisa Stansfield
- World Achievement Award: Alison Lapper
- World Fashion Award: Donatella Versace
- World Fashion Icon Award: Linda Evangelista
- World Media Award: Sabine Christiansen
- World Social Award: Sarah, contesă de York
- World Tolerance Award: Benazir Bhutto
- Women of the Year: Mama SOS satele copiilor

14 octombrie 2006, în New York City, SUA au fost premiați
- World Lifetime Achievement Award: Susan Sarandon
- World Charity Award: Sharon Stone
- World Social Award: Lucy Liu
- World Tolerance Award: Regina Noor din Iordania
- World Artist Award: Mary J. Blige
- World Entertainment Award: Whoopi Goldberg
- World Style Award: Claudia Schiffer
- World Achievement Award: Shana Dale
- World Athlete Award: Billie Jean King
- World Business Award: Miky Lee
- World Hope Award: Stella Deetjen
- Woman of the Year: Robin Herbert

2008
- Woman of the Year: Íngrid Betancourt

5 martie 2009 la Viena, Austria;
- World Achievement Award: Betty Williams
- World Actress Award: Monica Bellucci
- World Artist Award: Anastacia
- World Business Award: Marilyn Carlson Nelson
- World Career Award: Elle Macpherson
- World Entertainment Award: Kelly Clarkson
- World Fashion Award: Angela Missoni
- World Hope Award: Nojoud Ali
- World Lifetime Achievement Award: Marianne Faithfull
- World Social Award: Esther Mujawayo
- World Style Award: Bar Refaeli
- Benazir Bhutto World Tolerance Award: Claudia Cardinale